# Fontaine-sous-Montdidier

Fontaine-sous-Montdidier este o comună în departamentul Somme, Franța. În 1 ianuarie 2022 avea o populație de 98 de locuitori.